# Colt 1862 Police
Le Colt 1862 Police, conçu par Samuel Colt "New Model Police Pistol " en calibre .36 est un revolver à percussion, à simple action fabriqué dans la même série de numéros avec le « Colt Model 1862 Pocket Navy »  en 47 000 exemplaires dans l'usine de Samuel Colt à Hartford, dans le Connecticut entre 1861 et 1873.

## Histoire
Parallèlement aux modèles Colt 1860 Army et Colt 1861 Navy, l’entreprise Colt fabriqua ce modèle en deux variantes, le Colt 1862 Police avec un canon rond et le Colt 1862 Pocket Navy avec un canon octogonal, en calibre .36, barillet à cinq coups, en utilisant la carcasse du Colt 1849 Pocket. Les deux modèles furent fabriqués jusqu’en 1873.
Les  Colt 1862 Police et Pocket Navy étaient fabriquées pour la police et le marché civil. Un grand nombre était acheté par des soldats et officiers, engagés dans la Guerre de Sécession, comme arme complémentaire d’auto défense, dit "Back up gun". 

## Manipulation
Le chargement de ce revolver à capsules (dit "cap & ball") se fait par l'avant du barillet: la poudre, une bourre pour combler le vide entre poudre et balle, la balle, posée de façon à affleurer le bord du barillet en utilisant le levier-refouloir, puis on passe au chargement de la chambre suivante. À la fin, on remplit de graisse le creux autour des balles pour empêcher l'humidité de pénétrer en cas de long stockage, ainsi que pour empêcher la flamme issue d'une chambre voisine d'allumer plusieurs charges alors que les balles ne sont pas face au canon, puis finalement on pose les capsules.

## Données techniques
- Munition : balles ogivale ou ronde en calibre .36, charge propulsive: 1,3 gramme de poudre noire.
- Canon démontable, rayé, les 7 rayures du canon ont un taux de rotation progressif, qui augmente de la chambre à la bouche.
- Platine avec seulement quatre pièces mobiles et trois ressorts.
- Pontet en laiton coulé avec la sous-garde.
- Refouloir à crémaillère sous le canon,
- Nez du chien comportant la hausse.
- Portée pratique: 20 m
- Barillet : 5 coups

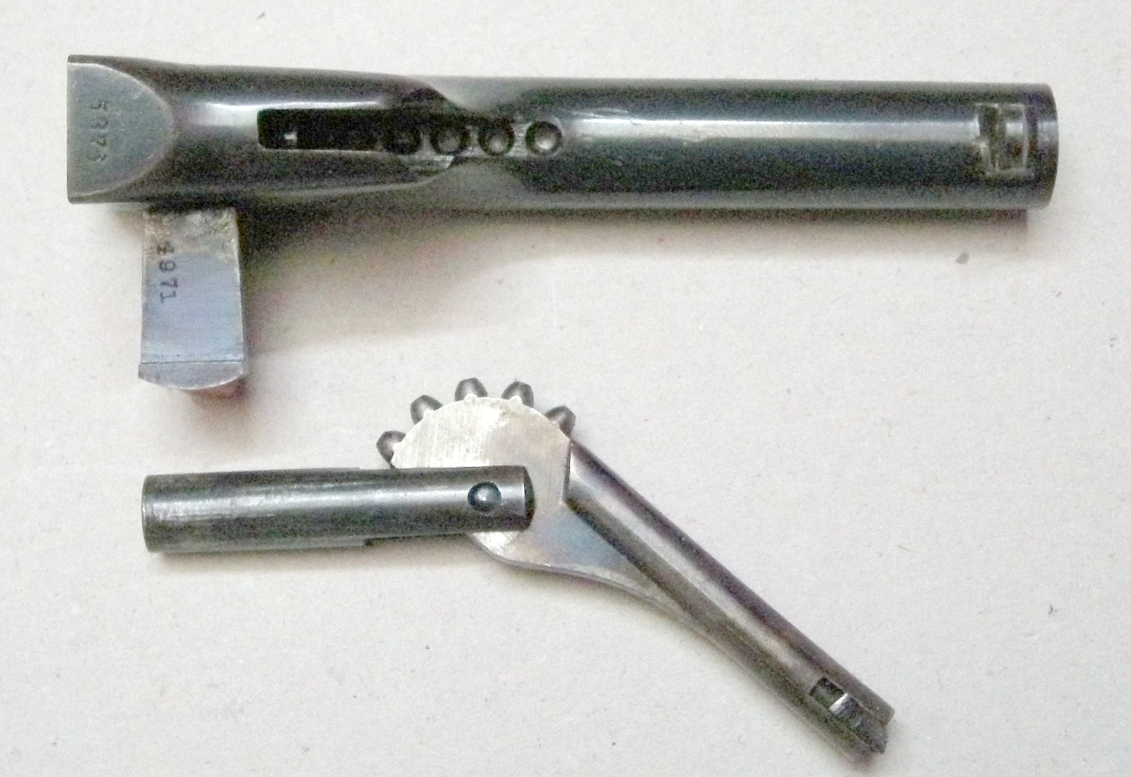
Détail du refouloir

La carcasse ou platine des Colt 1862 Police et Pocket Navy correspondait à celle du Colt 1849 Pocket, adaptée au diamètre plus grand du barillet cannelé en calibre .36. La crosse était celle du Pocket Model. Le  canon du 1862 Police était rond avec levier-refouloir système à crémaillère. Le canon du 1862 Pocket Navy correspondait au canon du Colt 1849 Pocket, souvent il s’agissait d’un canon de ce revolver transformé. Le barillet n’était pas cannelé. 
Avec son cadre ouvert, il souffre d’une certaine fragilité, comme tous les Colts à chargement par la bouche à l’exception du Modèle Root 1855. L’avantage du canon démontable se montre par contre au nettoyage de l’arme. Étant donné que les armes à poudre noire étaient lavées pour dissoudre les résidus.

## Gravure
- Le barillet du 1862 Police n’est pas gravé, il est inscrit PAT. SEPT 10th 1850 dans une cannelure.
- La gravure présente sur le barillet du Pocket Navy représente la défense d'une diligence attaquée.

## Variantes
Ces revolvers étaient livrés avec des canons de 4 ½ 5 ½ et 6 ½ pouces. Il existe quelques armes au canon de 3 ½ sans refouloir, dit « Trappers Model ».

## Les Conversions
Avec l‘avènement des cartouches métalliques,  l’entreprise Colt commença à développer des revolvers à cartouche à chargement par la bouche,  car la patente "Rollin White" interdisait le percement cylindrique du barillet bout à bout. C’est un ingénieur de Colt, Alexandre Thuer qui inventa le système Thuer avec une munition avec des douilles coniques à charger par la bouche du barillet dans une chambre correspondante
Après l’expiration de la patente Rollin White, en avril 1869, l’usine (et des armuriers) transforma et un grand nombre des Colt 1862 en armes chargées par l’arrière du barillet les "Colt Police et Pocket Navy Conversions cal.36".